# Бан (титла)
Вижте пояснителната страница за други значения на Бан.
Бан е средновековна титла на владетел (или управител) на област главно при южните славяни, както и в Унгарското кралство, Хърватия, Трансилвания, Влашко и Албания.
В по-ново време (19 и 20 век) приемствено и по традиция управителите на области и административни единици в Кралство Сърбия и Югославия са наименувани банове и съответно бановини.
Етимологията на титлата е най-вероятно свързан с Аварския хаганат. Константин Багренородни споменава титлата baianos, свързана с монг.-тур. байан „богат, богаташ“. На южнославянска почва съчетанието -aja- е стегнато до -а-.
Титлата се среща рядко в България. Легендарният Бан Янука, защитник на София от османските турци в края на 14 век, е управител (наместник на цар Иван Шишман) в Средец и областта, но е твърде възможно под личността на „бан Янко“ (според кратка византийска хроника) в народната памет и епос да се крие трансилванският владетел Ян Хунияди, който през декември 1443 г. преминава с обединените християнски сили клисурата край Драгоман, като освобождава София от османците.
Смята се, че името на областта Банат произтича, чрез корена си, от названието на нейния управител.